# Fleurey-lès-Faverney
Fleurey-lès-Faverney település Franciaországban, Haute-Saône megyében. Lakosainak száma 454 fő (2022. január 1.). Fleurey-lès-Faverney Faverney, Amoncourt, Breurey-lès-Faverney, Conflandey, Provenchère és Villers-sur-Port községekkel határos.

## Népesség
A település népességének változása:
| Lakosok száma | 435  | 453  | 471  | 466  | 463  | 467  | 463  | 458  | 454  |
|               | 2013 | 2015 | 2016 | 2017 | 2018 | 2019 | 2020 | 2021 | 2022 |